# Святой Казимир
Казими́р (Кази́меж; 3 октября 1458, Краков — 4 марта 1484, Гродно) — литовский княжич и польский королевич, святой покровитель Польши и Великого Княжества Литовского. Покровитель молодёжи. В 1481—1483 годах наместник Казимира IV в Королевстве Польском. Его гравюра имеется на стене костёла Иезуитов в г. Могилев, Беларусь, там же и сохранились остатки костёла в его честь.

## Биография
Представитель династии Ягеллонов. Внук Ягайло, второй сын короля польского и великого князя литовского Казимира IV и Эльжбеты Ракушанки, младшей дочери короля Германии Альбрехта II.
Родился в Кракове 3 октября 1458 года. До девяти лет воспитывался матерью, позже получил образование в гуманистическом духе. Среди его учителей были историк Ян Длугош и поэт Каллимах (в 1472—1474 годах), а также Станислав Шидловецкий. Для воспитания своих сыновей Казимир выбрал замок в Старом Сонче, который был тихим далёким от столичных интриг местом. Казимир, воспитывавшийся как будущий венгерский король, владел латынью и немецким языками.
В 1471 году вместе с войском совершил поход на Венгрию, королём которой был избран противниками короля Матвея Корвина. Не получив обещанной военной помощи, поляки покинули Венгрию. В 1474 году участвовал в люблинских переговорах с венгерской стороной о создании антитурецкой лиги, с 1475 участвовал в заседаниях коронного совета как наследник престола. В 1475—1476 годах находился с отцом в Великом княжестве Литовском. В 1476 году участвовал в переговорах с Орденом в Мальборке. С 1479 года находился в Литве. После того как в 1481 году был раскрыт заговор против его отца, Казимир выехал в Великое княжество, оставив наместником Польши королевича Казимира. Резиденция Казимира находилась в Радоме. В том же году, ссылаясь на обет целомудрия, он отказался от брака с дочерью императора Фридриха III.
В 1483 году Казимир был вызван отцом в Вильну для занятия должности коронного подканцлера. В 1483, уже будучи больным (вероятно, туберкулёзом), приехал в Вильну. В конце года вместе с отцом направился на съезд шляхты в Люблин, но из-за плохого самочувствия был вынужден остановиться в Гродно. Узнав в феврале о тяжёлом состоянии сына, Казимир IV приказал закончить мероприятие и возвратился в Гродно. Королевич Казимир скончался в гродненском замке 4 марта в присутствии отца. Прах был перевезен в Вильну, где захоронен в часовне Божьей Матери Кафедрального собора.

## Канонизация
При жизни Казимир обращал на себя внимание современников образованностью, скромностью и набожностью. О чрезвычайной набожности королевича писали все его биографы. Ранняя смерть члена правящего семейства вызвала сочувственный отклик в Польше и Литве, выразившийся в прославляющих королевича высказываниях и эпитафиях.

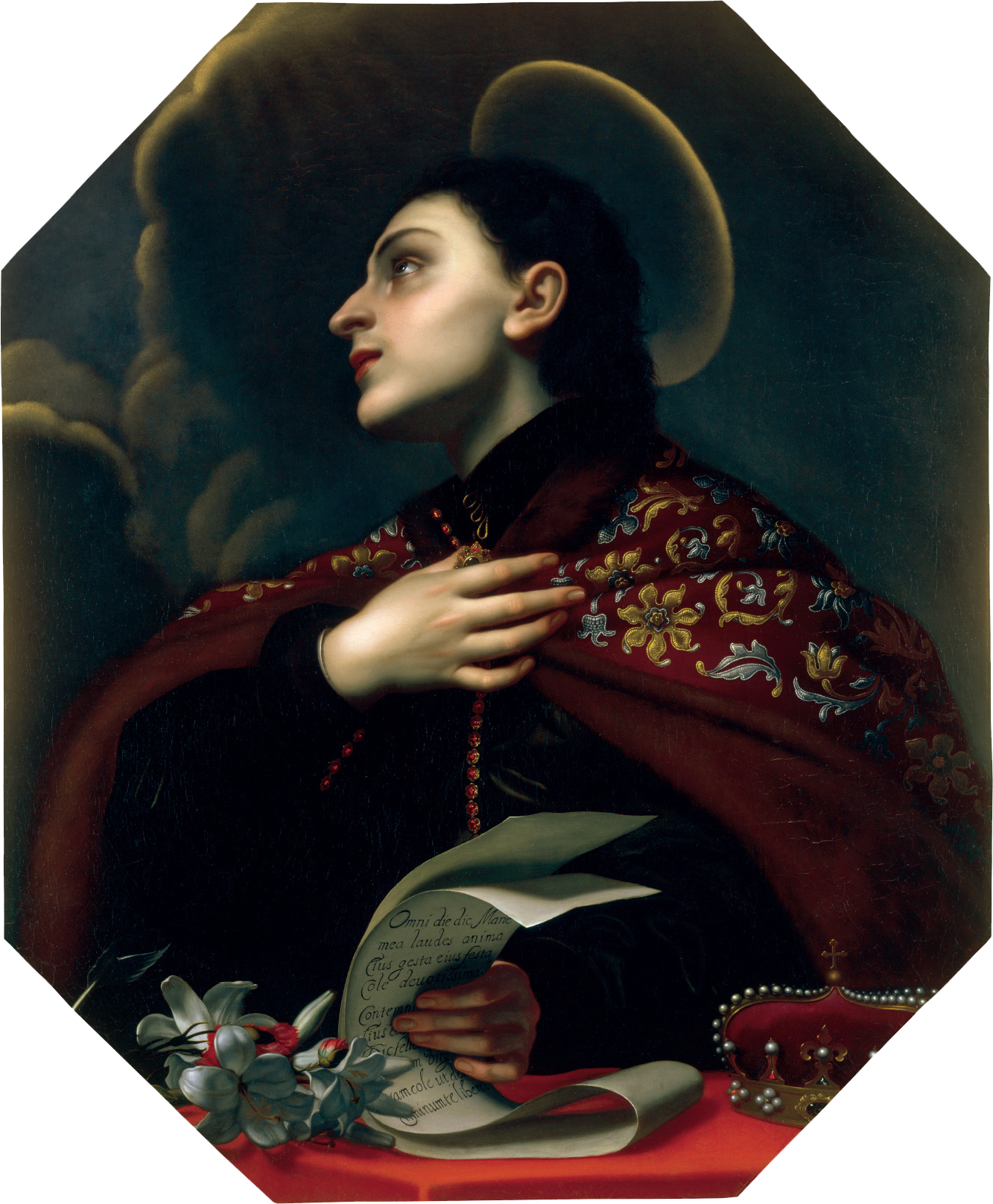
Казимир Святой. Икона

В канонизации Казимира играли роль политические факторы. У крещённой в 1387 году Литвы не было «своего» святого. Кроме того, святой Ягеллон дал бы дополнительный вес династии и связанным с нею знатным родам. Усиленные старания о канонизации своего брата предпринимал Сигизмунд. В 1517 году папа римский Лев X назначил соответствующую комиссию. Присланный в Литву папский легат ознакомился с распространяющимся культом Казимира, приготовил его жизнеописание и литургические тексты в его честь. Папа римский Лев X издал в 1521 году канонизационную буллу, однако она пропала вместе с другими документами, связанными с канонизацией Казимира. Только королю Сигизмунду III Вазе удалось получить новую буллу лат. Quae ad Sanctorum, изданную 7 ноября 1602 года Климентом VIII на основе копии буллы Льва X, обнаруженной в ватиканском архиве.
По поводу канонизации был вскрыт гроб Казимира и останки его, по свидетельству очевидцев, оказались нетронутыми тленом. Церемония канонизации состоялась в 1604 году в кафедральном соборе Св. Станислава в Вильне. По этому поводу был освящён краеугольный камень первого костёла Святого Казимира при иезуитской коллегии.

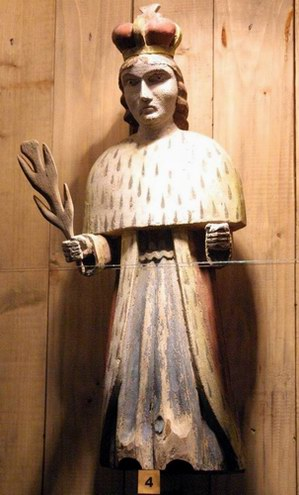
Народная скульптура. Музей в Шяуляе

В 1636 году мощи святого были торжественно перенесены в капеллу Святого Казимира кафедрального собора. В 1953 году мощи были перенесены в костёл Святых Петра и Павла. 4 марта 1989 года мощи были торжественно перенесены в возвращённый верующим кафедральный собор.

## Культ
В 1613 году святой Казимир был провозглашён патроном Великого княжества Литовского и с тех пор считается главным покровителем Литвы, в 1636 году объявлен покровителем Литвы и Польши. Папа Пий XII 11 июня 1948 года провозгласил его небесным покровителем молодёжи. Кроме того, в Литве считается покровителем ремесленников.
Казимир — единственный святой с таким именем. День его памяти приходится на день смерти 4 марта.
Иконографический канон предписывает изображать Казимира в княжеском облачении с княжеской митрой на голове и с лилией в руке. В кафедральном соборе хранится образ святого Казимира с тремя руками. Считается, что образ чудотворный. По преданию, художник, почти закончив его, заметил, что правая рука неестественно отведена в сторону и непропорционально длинна. Он закрасил её и написал другую руку, но первая рука проступила сквозь краску, и сколько художник её ни закрашивал, она вновь и вновь появлялась. Тогда художник принялся закрашивать новую руку, но и она не поддавалась.

## Казюк
По традиции в день памяти святого Казимира с примыкающими к нему ближайшими выходными днями в Вильнюсе ежегодно проходит ярмарка в его честь, получившая название «Казю́к». Первоначально ярмарка проходила на Кафедральной площади, с 1901 года — на Лукишской площади, позднее фактически в нескольких местах города. Ярмарки сопровождались карнавальными шествиями. Предметом торговли были прежде всего изделия ремесленников — сельскохозяйственные орудия и их детали (косы, топорища, черенки лопат и т. п.), домашняя утварь (посуда, корзины) и характерные виленские пасхальные вербы. Позднее Казюк приобрёл характер ярмарки с торговлей преимущественно изделиями и произведениями декоративно-прикладного искусства народного, псевдонародного и авторского.

## Генеалогия
| Владислав II Ягайло ок. 1351 zm. 1 июня 1434 | Владислав II Ягайло ок. 1351 zm. 1 июня 1434 |                                               |                                               | Софья Гольшанская ок. 1405 21 сентября 1461 | Софья Гольшанская ок. 1405 21 сентября 1461 |  |  | Альбрехт II Габсбург 16 августа 1397 27 октября 1439 | Альбрехт II Габсбург 16 августа 1397 27 октября 1439 |                                         |                                         | Елизавета Люксембургская 5 октября 1409 19 декабря 1442 | Елизавета Люксембургская 5 октября 1409 19 декабря 1442 |
|                                              |                                              |                                               |                                               |                                             |                                             |  |  |                                                      |                                                      |                                         |                                         |                                                         |                                                         |
|                                              |                                              |                                               |                                               |                                             |                                             |  |  |                                                      |                                                      |                                         |                                         |                                                         |                                                         |
|                                              |                                              | Казимир IV Ягеллон 30 ноября 1427 7 июля 1492 | Казимир IV Ягеллон 30 ноября 1427 7 июля 1492 |                                             |                                             |  |  |                                                      |                                                      | Эльжбета Ракушанка 1436 30 августа 1505 | Эльжбета Ракушанка 1436 30 августа 1505 |                                                         |                                                         |
|                                              |                                              |                                               |                                               |                                             |                                             |  |  |                                                      |                                                      |                                         |                                         |                                                         |                                                         |
|                                              |                                              |                                               |                                               |                                             |                                             |  |  |                                                      |                                                      |                                         |                                         |                                                         |                                                         |
|                                              |                                              |                                               |                                               |                                             |                                             |  |  |                                                      |                                                      |                                         |                                         |                                                         |                                                         |

|  |  |  |  | Казимир 3 октября 1458 4 марта 1484 |  |  |  |  |  |
|  |  |  |  |                                     |  |  |  |  |  |
|  |  |  |  |                                     |  |  |  |  |  |

|  |